# Ernst Paul Jacobs
Ernst Paul Jacobs (geboren 13. Juli 1918 in Duisburg; gestorben 14. Juni 2006 in Ramsau am Dachstein) war ein Duisburger Politiker (CDU).

## Leben
Nach eigenen Aussagen machte Ernst Jacobs ab 1932 eine Lehre mit anschließendem Volontariat als Schneider. Ein Werksstudium in der Schweiz wurde ihm 1937 von deutscher Seite verwehrt, woraufhin er der Deutschen Arbeitsfront beitrat. Er wurde 1939 zum Reichsarbeitsdienst und dann zum Militärdienst einberufen und diente bis 1944 als Kavallerist in Stargard. Als Beruf gab der nach Duisburg heimgekehrte Jacobs im Jahr 1946 „Ingenieur“ an.
Ernst Jacobs wurde im Rahmen der kommunalen Neugliederung von Duisburg 1975 Bezirksvertreter der CDU für den Bezirk Duisburg-Homberg/Ruhrort/Baerl. Im selben Bezirk wurde er 1984 stellvertretender Bezirksbürgermeister. Dieses Amt hatte er bis 1997 inne und engagierte sich etwa für die Stadtteil- und Wohnumfeldsanierung in Ruhrort. Nach 1997 betätigte er sich als Seniorenbeirat der Stadt. Er war bis zu seinem Tod Vorsitzender des Ruhrorter Bürgervereins sowie stellvertretender Vorsitzender des Gesamtverbands und beteiligte sich in vielen weiteren Gesellschaften und Verbänden.

## Ehrungen und Gedenken
- 1984: Stadtplakette von Duisburg
- 1986: Bundesverdienstkreuz am Bande
- 1991: Silberne Stadtmedaille von Duisburg
- 1993: Bürgerehrenwappen des Gesamtverbandes der Duisburger Bürgervereine
- 2003: Bundesverdienstkreuz 1. Klasse[3]
- Postum: Ernst-Jacobs-Kinderspielplatz in Duisburg-Ruhrort[4]